# ポセイドンのめざめ
『ポセイドンのめざめ』(英語: In The Wake Of Poseidon)は、1970年に発表されたキング・クリムゾンのセカンド・アルバム。全英4位・全米31位を記録。

## 解説
前年の1969年に発表されたデビュー・アルバム『クリムゾン・キングの宮殿』で曲作りの核となる役割を担っていたイアン・マクドナルド（木管楽器、キーボード、バック・ボーカル）が、アメリカ・ツアーが終了した12月にマイケル・ジャイルズ（ドラムス、バック・ボーカル）と共に脱退。グレッグ・レイク（ベース・ギター、リード・ボーカル）もツアーで知り合ったザ・ナイスのキース・エマーソンとグループを結成する為に脱退する決意をマネージメントに伝え、メンバーはロバート・フリップ（ギター）とピート・シンフィールド（作詞、ステージ照明）だけになってしまった。
本作の制作に向けてメンバー探しが行なわれた。ボーカルはゲストの起用も検討されたが、結局レイクがエマーソンと合流する4月まで脱退の事実を公表せずに、ボーカリスト専任で参加した。ベーシストには、ジャイルズの弟でレイクが加入する前に在籍していたピーター・ジャイルズが、レコーディングで譜面を見ながら演奏ができるという理由で招聘された。ドラムは、ジャイルズの後任に内定したアンドリュー・マカロックが前のバンドのスケジュールを消化しなければならなかったので、フリップに頼まれたジャイルズが担当した。この他、木管楽器奏者のメル・コリンズ、ジャズ・ピアニストのキース・ティペット、フリップの学友でザ・リーグ・オブ・ジェントルメンのバンド・メイトだったボーカリストのゴードン・ハスケルが参加し、フリップがギターとメロトロンを担当した、オリジナルLPには、作詞を担当したシンフィールドを含めた8名が現メンバー、旧メンバー、ゲストの区別なく記載された。
3月にはトラフィックとのツアーも予定されていたので、半年間の契約でピーター・ジャイルズがベーシストとして参加する話し合いが持たれたが、報酬面で折り合いがつかずに決裂、ツアーもキャンセルされた。
「冷たい街の情景」は、既に1969年にオリジナル・ラインナップが「ア・マン、ア・シティ」という曲名で演奏していた。次作『リザード』から正式メンバーに名を連ねたコリンズがサックスを担当。
「ケイデンスとカスケイド」は、もともとマクドナルドが在籍中にシンフィールドの詞に曲をつけてほぼ完成させていたが、マクドナルドが脱退したので、フリップが新たな曲をつけて本作に収録した。レイクは本曲のガイド・ボーカルを録音したが本番録音前に脱退。次作『リザード』で正式メンバーとしてベース・ギターとボーカルを担当するゴードン・ハスケルが代わりに歌ったが、彼は歌詞の意味が理解できず、曲も「オーティス・レディングと違うな」と思い実力を発揮できなかったという。フリップもハスケルの歌には批判的で、後に本曲を編集盤『紅伝説』（1991年）収録の際には、エイドリアン・ブリューの歌に差し替えている。ティペットが参加し、コリンズがフルート・ソロを披露。
「キャット・フード」は1969年11月、アメリカ・ツアー中にあったマクドナルドとシンフィールドがシカゴからデトロイトへ向かう車中で書いたというロック・ナンバー。フリップは歌詞が気に入り、曲をすべて書き直したと主張してクレジットを"フリップ&シンフィールド"にしようとするが、それを聞きつけたマクドナルドが「フリップは少しのブリッジを書いただけ」と抗議。結果、3人の共作となった。1970年3月13日に先行シングルとして発売。B面にはアルバム未収録曲「グルーン」が用いられ、ジャケットにはシンフィールドの飼い猫シンデレラの顔があしらわれた。録音はフリップとレイク、ピーター&マイケル・ジャイルズ、ジャズ・ピアニストのキース・ティペット。ティペットのアバンギャルドなピアノが曲をオーソドックスなロック調から逸脱したものにしているが、ピーター・ジャイルズは、シングルがヒットしなかったのはそのピアノのせいだと主張している。レイクが脱退する直前の1970年3月25日、彼等はBBCのテレビ番組『トップ・オブ・ザ・ポップス』に出演して、この曲の演奏（音源に合わせての当てぶり）を披露している。これは1981年以前のキング・クリムゾン唯一の英国テレビ出演である。
「デヴィルズ・トライアングル」はホルスト作曲の組曲『惑星』の第1曲「火星、戦争をもたらす者」を原曲にしており、「冷たい街の情景」と同じくオリジナル・ラインナップのライブ・レパートリーだった。ホルストの遺族からタイトルの使用許可が降りず、シンフィールドが船や飛行機の事故が多いフロリダ沖の海域バミューダトライアングルになぞらえて改題した。英国オリジナル盤のレーベル面では「デヴィルズ・トライアングル」、「マーデイ・モーン」、「ハンド・オブ・セイロン」、「ガーデン・オブ・ワーム」の4曲が単独曲としてクレジットされている。一方、米国盤では「デヴィルズ・トライアングル」が「マーデイ・モーン」、「ハンド・オブ・セイロン」、「ガーデン・オブ・ワーム」の3曲の挿入曲を含むとなっている。2013年リリースの40周年記念エディションでは「デヴィルズ・トライアングル」が「パート1」〜「パート3」の3部構成の組曲扱いとなっている。曲の分数表記がある米国盤の表記に従えば、冒頭から3分48秒までが「デヴィルズ・トライアングル」、続く3分11秒が「マーデイ・モーン」、続く吹きすさぶ風の音から不規則なメトロノームの音へ変化する49秒が「ハンド・オブ・セイロン」、最後の3分37秒が「ガーデン・オブ・ワーム」となる。「ガーデン・オブ・ワーム」の演奏は混迷の色合いを強め、前作のタイトル曲「クリムゾン・キングの宮殿」のワン・フレーズが挿入され、カオス状態のままエンディングを迎える。後にシンフィールドは組曲全体に対して「スペースの無駄」と発言している。
イギリスではアルバム・チャートで第4位まで上がった。これは高い評価を受けた前作を上回る成績で、2022年の時点でキング・クリムゾンの全アルバムの中で最高位である。
邦題『ポセイドンのめざめ』は、”In the wake of”の"wake"が動詞"wake"（「目覚める」）の名詞であるとした誤りから生じた誤訳で、正しい和訳は『ポセイドンの跡を追って』、『ポセイドンに続いて』である。CD化以降は原題の片仮名表記で呼称されることが多くなった。
タイトル曲は、1988年に甲田益也子が出演するANAのCMに使用された。

## 収録曲

### SIDE A
1. 平和 / 序章  –  PEACE - A BEGINNING  –  (0:51)
Fripp / Sinfield
2. 冷たい街の情景（インクルーディング：トレッドミル42番街[注釈 12]）  –  PICTURES OF A CITY (including 42nd at Treadmill)  –  (7:57)
Fripp / Sinfield
3. ケイデンスとカスケイド  –  CADENCE AND CASCADE  –  (4:35)
Fripp / Sinfield
4. ポセイドンのめざめ（インクルーディング：リブラのテーマ）  –  IN THE WAKE OF POSEIDON (including Libra's Theme)  –  (8:24)
Fripp / Sinfield

### SIDE B
1. 平和 / テーマ  –  PEACE - A THEME  –  (1:15)
Fripp
2. キャット・フード  –  CAT FOOD  –  (4:52)
Fripp / Sinfield / McDonald
3. デヴィルズ・トライアングル  –  THE DEVIL'S TRIANGLE  –  (11:30)
(i) マーデイ・モーン  –  (a) MERDAY MORN  –  (3:47)
Fripp / McDonald
(ii) ハンド・オブ・セイロン  –  (b) HAND OF SCEIRON  –  (4:01)
Fripp
(iii) ガーデン・オブ・ワーム  –  (c) GARDEN OF WORM  –  (3:45)
Fripp
4. 平和 / 終章  –  "PEACE - AN END"  –  (1:54)
Fripp / Sinfield

## メンバー
- ロバート・フリップ - ギター、メロトロン
- グレッグ・レイク - ボーカル
- ゴードン・ハスケル - ボーカル
- メル・コリンズ - サックス、フルート
- マイケル・ジャイルズ - ドラムス
- ピーター・ジャイルズ - ベース
- キース・ティペット - ピアノ
- ピート・シンフィールド - 作詞

## クレジット
| King Crimson |
| Robert Fripp – guitars, mellotron (tracks 2, 4, and 7), celesta (track 3), electric piano (track 7), devices, production |
| Peter Sinfield – words, production                                                                                       |
| |
| Former King Crimson personnel                                                                                            |
| Michael Giles – drums |
| Greg Lake – vocals (except track 3)                                                                                      |
| |
| Future King Crimson personnel                                                                                            |
| Mel Collins – saxophones (track 2), flute (track 3)                                                                      |
| Gordon Haskell – vocals (track 3)                                                                                        |
| |
| Additional personnel |
| Peter Giles – bass guitar                                                                                                |
| Keith Tippett – piano |
| Tony Page & Robin Thompson – recording & engineering                                                                     |

## 引用文献
- Smith, Sid (2019). In the Court of King Crimson: An Observation over Fifty Years. Panegyric. ISBN 978-1916153004